# Blasticorhinus discipuncta
Blasticorhinus discipuncta är en fjärilsart som beskrevs av Holland 1894. Blasticorhinus discipuncta ingår i släktet Blasticorhinus och familjen nattflyn. Inga underarter finns listade i Catalogue of Life.